# Wolf Gang
Wolf Gang — британская рок-группа, основанная в 2009 году Максом Макэллиготтом. Являясь лид-вокалистом и автором всех песен, Макэлиготт пробовал играть с разными музыкантами и в конце 2009 года остановился на нынешнем составе группы:
- Макс Макэллиготт — вокал, клавишные, гитара;
- Лассе Петерсен (прежде игравший с коллективом The Rakes) — ударные;
- Гэвин Слейтер —гитара;
- Джеймс Вуд — бас;
- Джейми Джонс (на время туров)— клавишные.

Первый и пока единственный альбом Wolf Gang Suego Faults был выпущен в июле 2011 года. В феврале 2013 года группа подписала контракт с американским звукозаписывающим лейблом Cherrytree Records, входящим в состав группы Interscope Geffen A&M. В настоящее время группа ведёт работу над своим вторым альбомом.

## История и дебютный альбом
До своей музыкальной карьеры Макэллиготт учился в Лондонской школе экономики и политических наук, где он изучал социальную антропологию. Приняв решение взять год отпуска, чтобы попробовать себя в музыке, Макэллиготт записал альбом Suego Faults, самостоятельно исполнив все инструментальные и вокальные партии. Он владеет навыком игры на фортепиано, его первом музыкальном инструменте, а также на гитаре, ударных, клавишных, трубе, глокеншпиле и некоторых других инструментах. Треки с альбома были скомпонованы Макэллиготтом и Дэйвом Фридманном, продюсером таких групп, как The Flaming Lips, MGMT и Mercury Rev.
В целом, альбом был хорошо принят, получив пять звезд рейтинга от Athrocker, 8 из 10 от NME и 4 из 5 Uncut, The Fly, Evening Standard, Scotland on Sunday, The Scotsman.
Группа также заслужила похвал от авторитетных изданий The Guardian, Spin Magazine, The Fader & Pitchfork.
В 2012 году Wolf Gang оказались на 96 месте в рейтинге GQ «100 Best Things In The World».

## Выступления
После совместных туров с Florence and the Machine, шведской Miike Snow и канадской Metric Wolf Gang отправились в тур по Великобритании, включающий в себя выступление в лондонском White Heat Club. В сентябре 2010 года группа отправилась в свой первый заграничный тур, включающий выступление на Parklife Festival в Австралии.
В феврале 2011 года Wolf Gang выступили в поддержку The Naked and Famous на премии NME Awards и последовали за этим музыкальным коллективом в последующий тур по Великобритании и по Германии. Wolf Gang также выступили в поддержку инди-рок-группы Editors 26 марта 2011 года в Royal Albert Hall в рамках музыкального фестиваля Teenage Cancer Trust. А в июне того же года Wolf Gang поддержали The Killers одним из своих самых крупных выступлений на музыкальном фестивале Hard Rock Calling, традиционно проходящем в Лондонском Гайд-парке.
В 2011 году группа принимает участие в Arthur’s Day Music Festival в Дублине. играя бок о бок с Aloe Blacc, Ed Sheeran и Sissor Sisters в Дублинском Olimpia Theatre. Wolf Gang также выступали на таких фестивалях, как Rock en Seine, Lowlands (A Campingflight to Lowlands Paradise), V Festival, Glastonbury, T in the Park, Bestival, Pukkelpop и London Calling. (Амстердам, ноябрь 2011 года). В октябре 2011 года группа выступает в качестве хедлайнера на NME Radar Tour. В декабре 2011 года группа начала европейский тур .
В апреле 2012 года Wolf Gang участвовали в фестивале «Коачелла» в Палм-Спрингс. Wolf Gang также имели честь выступить на разогреве у Coldplay в рамках американского тура в поддержку альбома Mylo Xyloto летом 2012 года. Североамериканский тур группы открылся выступлением 1 октября в Лос-Анджелесе и завершился выступлением 9 ноября в Остине
Также с 28 ноября по 4 декабря состоялся совместный с группой Keane тур по Великобритании, в котором Wolf Gang выступали в качестве группы на разогреве.

## Радиоротации
Сингл Lions in Cages впервые прозвучал 10 октября 2010 года на BBC Radio 1’s Zane Lowe.
Макс Макэллиготт также появлялся в поп-викторине Ника Гримшоу на BBC Radio 1 и лично участвовал в обзорной программе ВВС Radio 1.
Группа также получила ротации на таких британских радиостанциях как Absolute Radio, XFM, BBC 6 Music, BBC Radio 2 и BBC Radio 1.
Lions in Cages и Dancing with the Devil были добавлены в BBC Radio 1 B List iв 2011 году, где транслировались радиоведущими Фирн Коттон, Грегом Джеймсом, Скоттом Миллсом и Крисом Мойлсом.
Lions in Cages выступает в качестве саундтрека к рекламе General Motors в США, в течение 2012 года транслирующейся по телевидению, а также дважды использовалась в популярном телевизионном сериале Сплетница. Одноимённый трек с альбома Suego Faults звучит в финальной сцене последнего эпизода сериала.

## Сотрудничества с индустрией моды
Группа имела сотрудничества с рядом модных домов, , наиболее заметное из которых — съёмка акустической версии песни Back to Back при поддержке Burberry, после которой, в сентябре 2011 года, Wolf Gang была приглашена на Fashion Night Out для акустического выступления.
В июне 2011 они участвовали в концерте Summer Live Эмпорио Армани в качестве поддержки рэпера Plan B. Не так давно группа представила одну из коллекций одежды американского дизайнера Тома Брауна для Harrods.

## Дискография
Дебютный альбом Wolf Gang был записан исключительно Максом Макэллиготтом совместно с продюсером Дэйвом Фридманном. Альбом был анонсирован в июле 2011 года. По состоянию на июль 2011 года, группа все ещё в процессе работы над вторым, ещё безымянным альбомом.

### Альбомы
- Suego Faults (25 July 2011) — Atlantic Records (96 позиция в британском чарте)[35]

### Синглы
- «Pieces of You» (Neon Gold)[36]
- «Lions in Cages» (Atlantic Records)[37]
- «Dancing with the Devil» (Atlantic Records)[37]
- «The King and All of His Men» (Atlantic Records)[37] #40 в чарте Billboard Alternative Songs
- «Back to Back» (Atlantic Records) (31 октября 2011)